# Helina praecipua
Helina praecipua este o specie de muște din genul Helina, familia Muscidae. A fost descrisă pentru prima dată de Walker în anul 1853. Conform Catalogue of Life specia Helina praecipua nu are subspecii cunoscute.